# Пекшев Олександр Олексійович
Олександр Олексійович Пекшев (4 грудня 1904, село Сотніцино Рязанської губернії, тепер Сасовського району Рязанської області, Російська Федерація — 11 жовтня 1986, місто Москва, тепер Російська Федерація) — радянський діяч, 1-й заступник голови Ради народних комісарів РРФСР.

## Життєпис
Член ВКП(б).
У 1937—1938 роках — директор Московського електроізоляційного заводу.
У серпні — листопаді 1938 року — заступник начальника Головелектропрому.
У листопаді 1938 — січні 1939 року — заступник народного комісара місцевої промисловості РРФСР.
3 січня — жовтень 1939 року — народний комісар місцевої промисловості РРФСР.
8 жовтня 1939 — 5 травня 1942 року — 1-й заступник голови Ради народних комісарів РРФСР.
Одночасно 5 січня 1941 — 5 травня 1942 року — народний комісар державного контролю РРФСР.
У 1942—1945 роках — директор Московського заводу № 686.
Одночасно з 5 березня 1945 до 1946 року — уповноважений Особливого комітету у 1-й Польській армії 1-го Білоруського фронту.
З 1946 року — заступник міністра електропромисловості СРСР.
Подальша доля невідома.
Помер 11 жовтня 1986 року в Москві.

## Нагороди
- орден «Знак Пошани» (21.01.1944)
- медалі